# La Barben
La Barben [la baʁbɛ̃] est une commune française, située dans le département des Bouches-du-Rhône en région Provence-Alpes-Côte d'Azur.

## Géographie

### Communes limitrophes

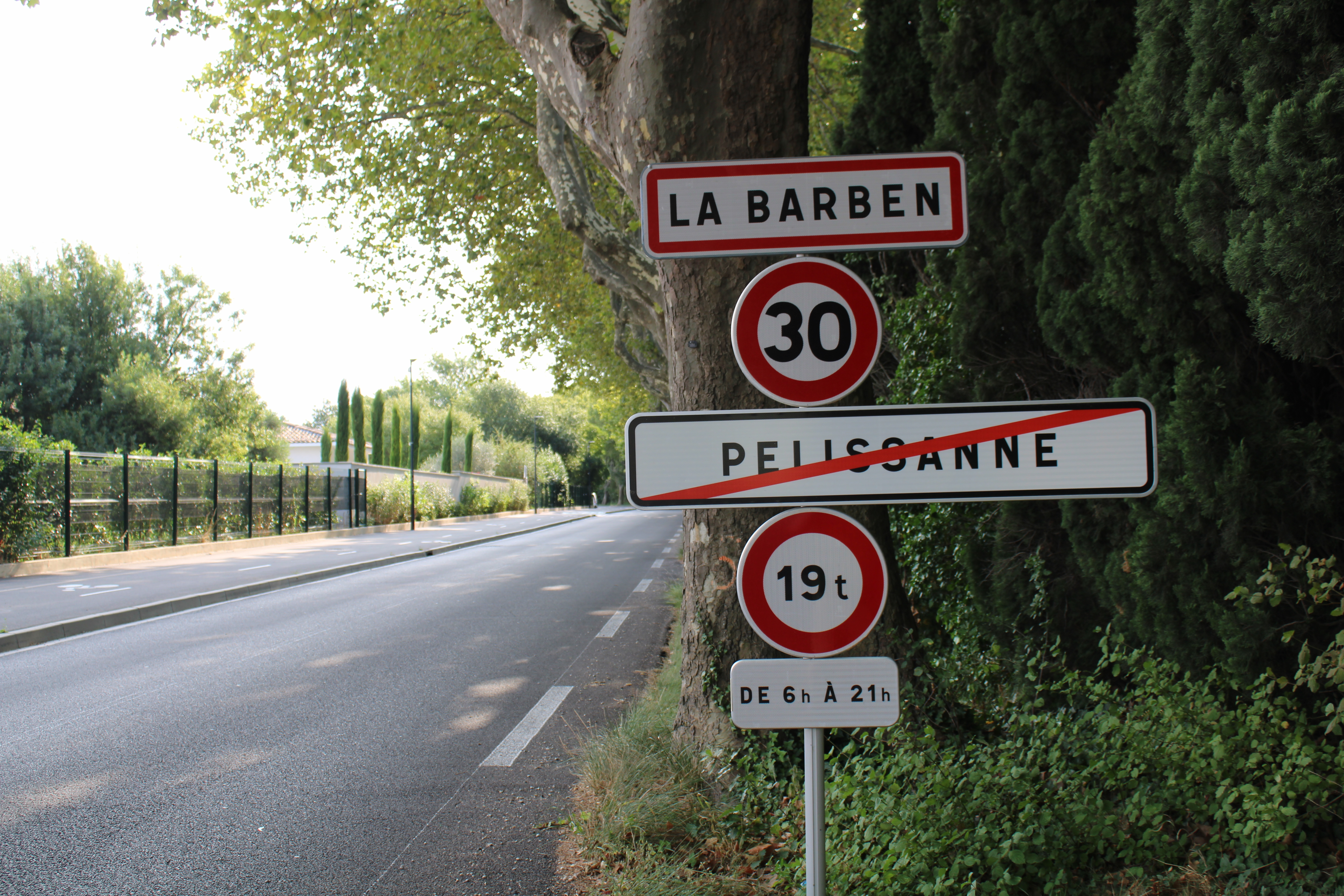
Entrée du village.

Les communes limitrophes sont  Lambesc, Lançon-Provence, Pélissanne et Saint-Cannat.
|            | Aurons          | Lambesc      |
| Pélissanne | La Barben       | Saint-Cannat |
|            | Lançon-Provence | Éguilles     |

### Hydrographie et eaux souterraines
- Cours d'eau sur la commune ou à son aval[1] : 
  - fleuve la Touloubre,
  - ruisseau de Concernade,
  - vallat de Boulery.
- La source d'Adane[2].

### Climat
Pour des articles plus généraux, voir Climat de Provence-Alpes-Côte d'Azur et Climat des Bouches-du-Rhône.
En 2010, le climat de la commune est de type climat méditerranéen franc, selon une étude du Centre national de la recherche scientifique s'appuyant sur une série de données couvrant la période 1971-2000. En 2020, Météo-France publie une typologie des climats de la France métropolitaine dans laquelle la commune est exposée à un climat méditerranéen et est dans la région climatique Provence, Languedoc-Roussillon, caractérisée par une pluviométrie faible en été, un très bon ensoleillement (2 600 h/an), un été chaud (21,5 °C), un air très sec en été, sec en toutes saisons, des vents forts (fréquence de 40 à 50 % de vents > 5 m/s) et peu de brouillards.
Pour la période 1971-2000, la température annuelle moyenne est de 14,2 °C, avec une amplitude thermique annuelle de 16,9 °C. Le cumul annuel moyen de précipitations est de 620 mm, avec 5,9 jours de précipitations en janvier et 2 jours en juillet. Pour la période 1991-2020, la température moyenne annuelle observée sur la station météorologique de Météo-France la plus proche, « Salon-de-Provence », sur la commune de Salon-de-Provence à 6 km à vol d'oiseau, est de 14,7 °C et le cumul annuel moyen de précipitations est de 594,1 mm. 
La température maximale relevée sur cette station est de 43,4 °C, atteinte le 28 juin 2019 ; la température minimale est de −18,5 °C, atteinte le 12 février 1956,,.
Les paramètres climatiques de la commune ont été estimés pour le milieu du siècle (2041-2070) selon différents scénarios d'émission de gaz à effet de serre à partir des nouvelles projections climatiques de référence DRIAS-2020. Ils sont consultables sur un site dédié publié par Météo-France en novembre 2022.

## Urbanisme

### Typologie
Au 1er janvier 2024, La Barben est catégorisée ceinture urbaine, selon la nouvelle grille communale de densité à 7 niveaux définie par l'Insee en 2022.
Elle appartient à l'unité urbaine de Salon-de-Provence, une agglomération intra-départementale dont elle est une commune de la banlieue,. Par ailleurs la commune fait partie de l'aire d'attraction de Marseille - Aix-en-Provence, dont elle est une commune de la couronne,. Cette aire, qui regroupe 115 communes, est catégorisée dans les aires de 700 000 habitants ou plus (hors Paris),.

### Occupation des sols
L'occupation des sols de la commune, telle qu'elle ressort de la base de données européenne d’occupation biophysique des sols Corine Land Cover (CLC), est marquée par l'importance des forêts et milieux semi-naturels (79,5 % en 2018), une proportion identique à celle de 1990 (79,5 %). La répartition détaillée en 2018 est la suivante : 
milieux à végétation arbustive et/ou herbacée (78,1 %), zones agricoles hétérogènes (8,8 %), terres arables (5,3 %), cultures permanentes (2,6 %), zones urbanisées (2,5 %), espaces verts artificialisés, non agricoles (1,4 %), forêts (1,4 %). L'évolution de l’occupation des sols de la commune et de ses infrastructures peut être observée sur les différentes représentations cartographiques du territoire : la carte de Cassini (XVIIIe siècle), la carte d'état-major (1820-1866) et les cartes ou photos aériennes de l'IGN pour la période actuelle (1950 à aujourd'hui).

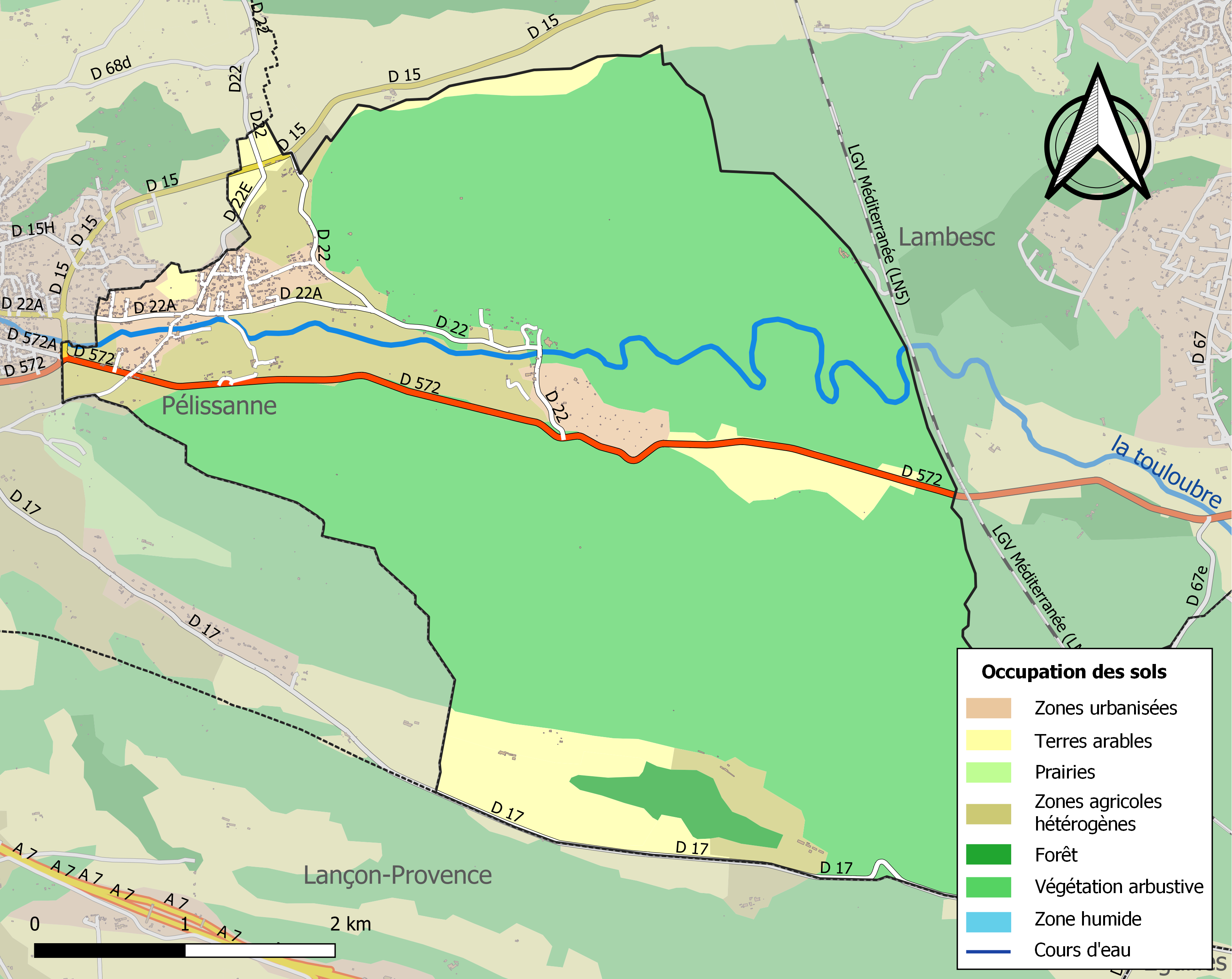
Carte des infrastructures et de l'occupation des sols de la commune en 2018 (CLC).

### Sismicité
La commune est située en zone de sismicité moyenne,.

### Voies de communications et transports

#### Transports en commun
- Transport en Provence-Alpes-Côte d'Azur

La commune est desservie par les lignes 14 et 9 (en période de vacances d'été, de la Toussaint et de printemps) du réseau Libébus.

## Histoire

### Moyen Âge
La mort de la reine Jeanne Ire ouvre une crise de succession à la tête du comté de Provence, les villes de l’Union d'Aix (1382-1387) soutenant Charles de Duras contre Louis Ier d'Anjou. Le roi de France, Charles VI, intervient et envoie le sénéchal de Beaucaire, Enguerrand d'Eudin, qui fait la conquête de La Barben à l’été 1383. Lorsque Louis Ier meurt et que sa veuve, Marie de Blois, arrive en Provence pour défendre les droits de son fils Louis II, elle réclame que le sénéchal lui cède la ville, ce qu’il refuse par instruction du roi de France.

## Politique et administration

### Liste des maires

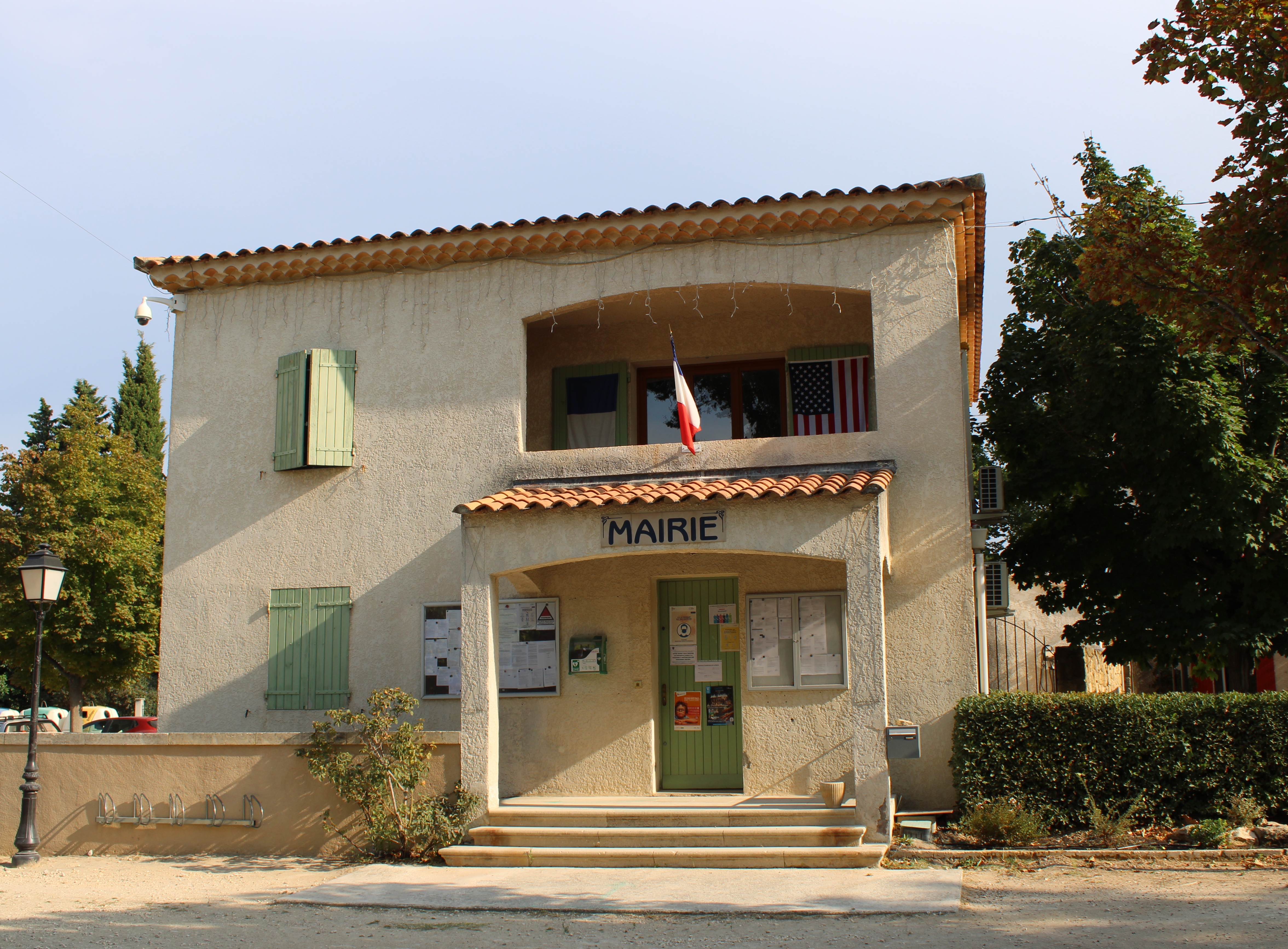
La mairie.

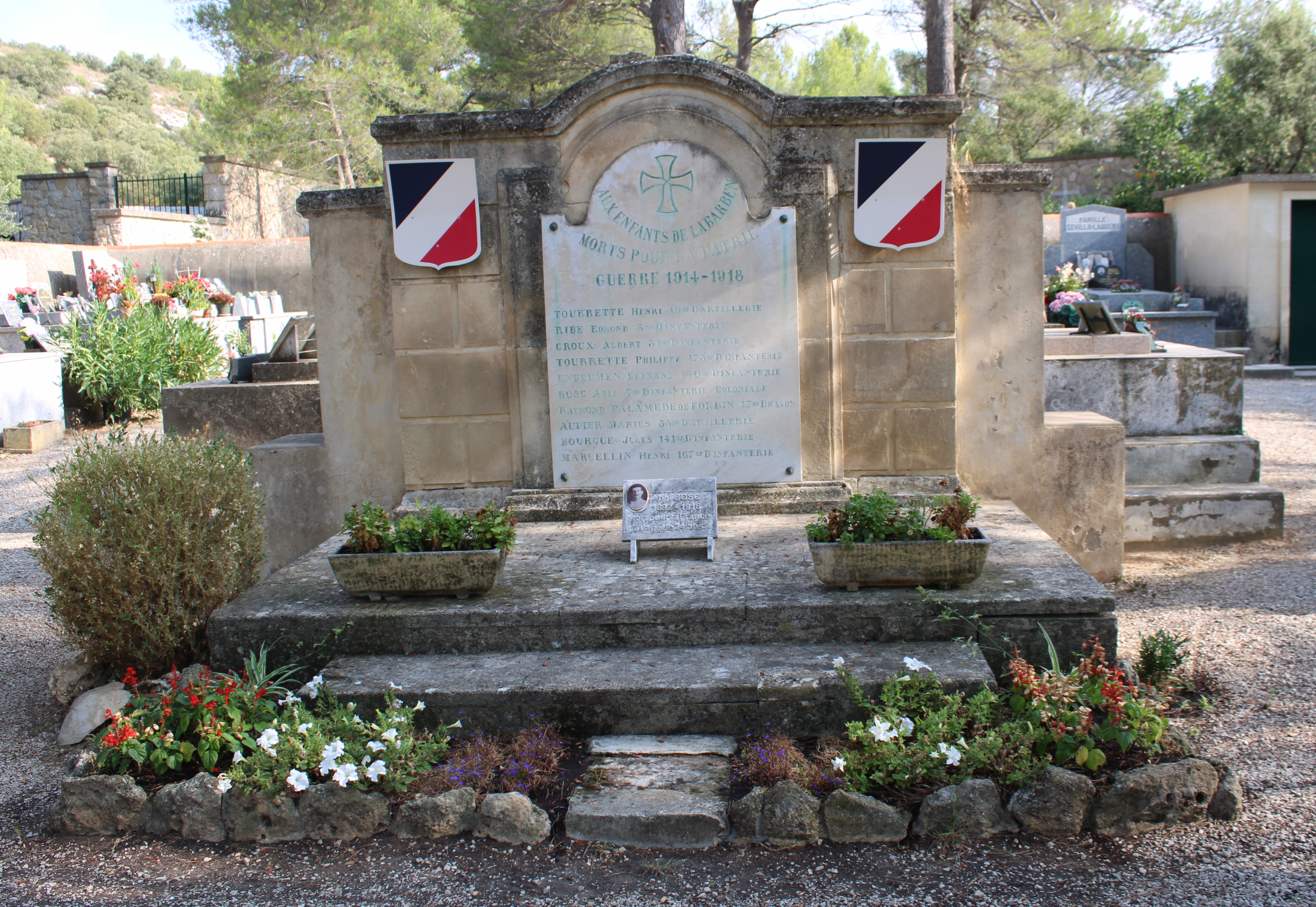
Le monument aux morts du cimetière.

| Période                                  | Période       | Identité                | Étiquette | Qualité       |
| ---------------------------------------- | ------------- | ----------------------- | --------- | ------------- |
| 1945                                     | 1959          | Marcel Croux            | SFIO      | Agriculteur   |
| avant 1988                               | ?             | Alberte Martinet        | PS        |               |
| mars 1995                                | novembre 2006 | Alain Ruault            |           |               |
| novembre 2006                            | mars 2008     | Jean-Luc Vasserot-Merle |           |               |
| mars 2008                                | mars 2020     | Christophe Amalric      | UMP-LR    | Fonctionnaire |
| mars 2020                                | En cours      | Franck Santos           |           | Cadre         |
| Les données manquantes sont à compléter. |               |                         |           |               |

### Intercommunalité
Elle fait partie de la métropole d'Aix-Marseille-Provence.

### Tendances politiques et résultats
| Scrutin             | Scrutin             | 1er tour | 1er tour | 1er tour | 1er tour | 1er tour | 1er tour | 1er tour | 1er tour  | 1er tour | 1er tour | 1er tour | 1er tour | 2d tour | 2d tour | 2d tour | 2d tour | 2d tour | 2d tour |
| Scrutin             | Scrutin             | 1er      | 1er      | %        | 2e       | 2e       | %        | 3e       | 3e        | %        | 4e       | 4e       | %        | 1er     | 1er     | %       | 2e      | 2e      | %       |
| ------------------- | ------------------- | -------- | -------- | -------- | -------- | -------- | -------- | -------- | --------- | -------- | -------- | -------- | -------- | ------- | ------- | ------- | ------- | ------- | ------- |
| Présidentielle 2017 | Présidentielle 2017 |          | FN       | 30,14    |          | LR       | 23,63    |          | EM        | 18,49    |          | LFI      | 15,58    |         | EM      | 51,31   |         | FN      | 48,69   |
| Présidentielle 2022 | Présidentielle 2022 |          | RN       | 27,74    |          | LREM     | 23,92    |          | LFI       | 15,12    |          | REC      | 14,62    |         | RN      | 56,00   |         | LREM    | 44,00   |
| Législatives 2022   | 8e                  |          | Ren-Ens  | 33,41    |          | RN       | 23,00    |          | LFI-Nupes | 18,89    |          | LR       | 14,04    |         | Ren     | 53,05   |         | RN      | 46,95   |
| Législatives 2024   | 8e                  |          | RN       | 44,65    |          | Ren-Ens  | 31,24    |          | LFI-NFP   | 15,11    |          | LR       | 5,26     |         | RN      | 50,00   |         | Ren     | 50,00   |

## Population et société

### Démographie

#### Pyramide des âges

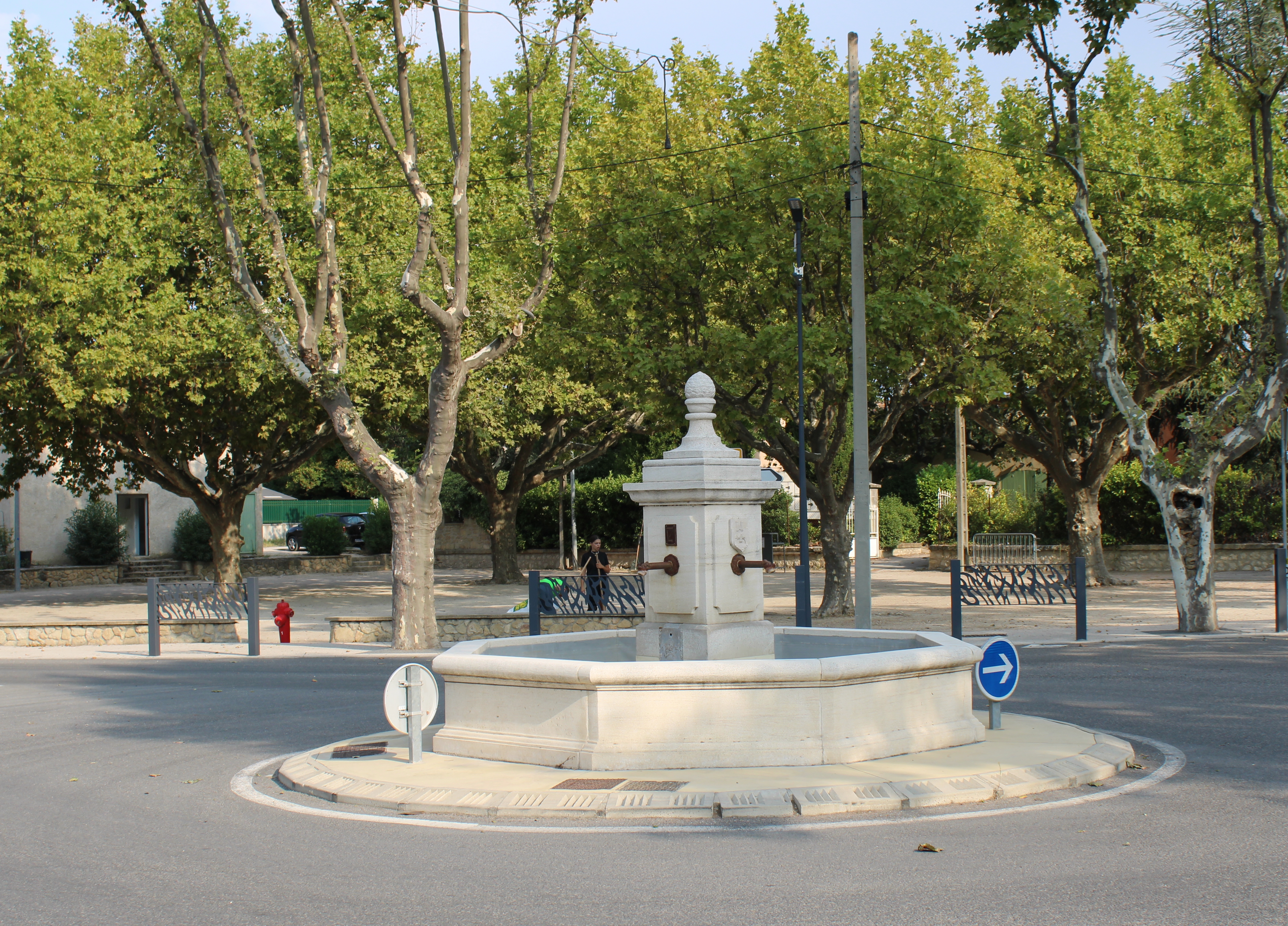
La fontaine au centre du rond-point de la mairie.

L'évolution du nombre d'habitants est connue à travers les recensements de la population effectués dans la commune depuis 1793. Pour les communes de moins de 10 000 habitants, une enquête de recensement portant sur toute la population est réalisée tous les cinq ans, les populations de référence des années intermédiaires étant quant à elles estimées par interpolation ou extrapolation. Pour la commune, le premier recensement exhaustif entrant dans le cadre du nouveau dispositif a été réalisé en 2004.

En 2022, la commune comptait 852 habitants, en évolution de −0,12 % par rapport à 2016 (Bouches-du-Rhône : +2,48 %, France hors Mayotte : +2,11 %).
| 1793 | 1800 | 1806 | 1821 | 1831 | 1836 | 1841 | 1846 | 1851 |
| ---- | ---- | ---- | ---- | ---- | ---- | ---- | ---- | ---- |
| 316  | 496  | 383  | 385  | 330  | 304  | 325  | 359  | 348  |

| 1856 | 1861 | 1866 | 1872 | 1876 | 1881 | 1886 | 1891 | 1896 |
| ---- | ---- | ---- | ---- | ---- | ---- | ---- | ---- | ---- |
| 324  | 316  | 329  | 294  | 310  | 306  | 311  | 275  | 269  |

| 1901 | 1906 | 1911 | 1921 | 1926 | 1931 | 1936 | 1946 | 1954 |
| ---- | ---- | ---- | ---- | ---- | ---- | ---- | ---- | ---- |
| 283  | 282  | 231  | 212  | 192  | 192  | 196  | 207  | 224  |

| 1962 | 1968 | 1975 | 1982 | 1990 | 1999 | 2004 | 2006 | 2009 |
| ---- | ---- | ---- | ---- | ---- | ---- | ---- | ---- | ---- |
| 259  | 315  | 350  | 420  | 500  | 555  | 649  | 706  | 701  |

| 2014 | 2019 | 2022 | - | - | - | - | - | - |
| ---- | ---- | ---- | - | - | - | - | - | - |
| 798  | 828  | 852  | - | - | - | - | - | - |

## Économie

### Agriculture
- Vignes Coteaux-d'aix-en-provence.

### Tourisme
- Le château,
- Le parc zoologique.

### Commerces et services
- Services aux particuliers,
- Restaurant.

## Culture locale et patrimoine

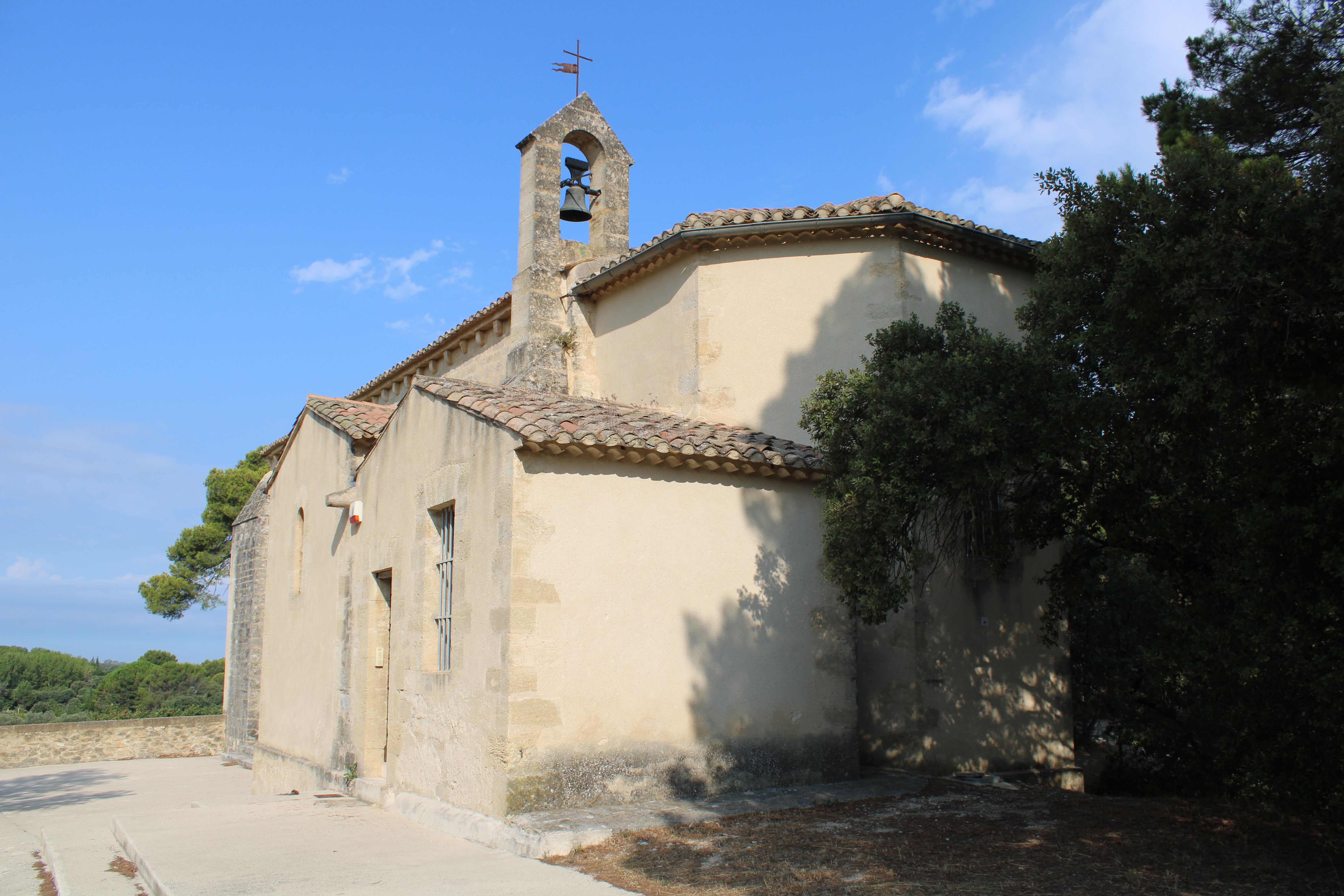
L'église saint-Sauveur.

- Église paroissiale Saint-Sauveur[29],[30]. L'édifice a été inscrit au titre des monuments historiques en 1993[29].
- Couvent de Bénédictins Saint-Victor-de-Danes[31].
- Monument aux morts de la guerre de 1914-1918[32].
- Le parc animalier de La Barben[33],[34].
- Le château de La Barben.
- Pont-canal du canal de Marseille[35].

## Manifestations culturelles et festivités
On y fête :
- La fête du village,
- La fête de la Libération[36].

### Fêtes votives de la Saint-Sauveur de La Barben
Fêtes votives organisées tous les ans du 29 juillet au 2 août au parc des Cèdres par le Comité des fêtes de La Barben.

### Personnalité liée à la commune
- Auguste de Forbin (1777-1841), peintre, élève de David, directeur du musée du Louvre.

### Héraldique
| Blason de La Barben | Blason  | De sinople à deux têtes de lion accolées et adossées d'or et colletées ensemble de gueules, de la bouche desquelles jaillissent deux jets d'eau d'argent tombant sur une champagne ondée de même, au chef cousu d'azur et à un château flanqué de deux tours d'argent, ouvert et maçonné de sable, brochant sur le trait du chef. |
| Blason de La Barben | Détails | Blason utilisé comme logotype par la commune. |